# Jalacinguito
Jalacinguito är en ort i Mexiko.   Den ligger i kommunen Tlatlauquitepec och delstaten Puebla, i den sydöstra delen av landet, 180 km öster om huvudstaden Mexico City. Jalacinguito ligger 2 033 meter över havet och antalet invånare är 114.
Terrängen runt Jalacinguito är lite bergig, och sluttar norrut. Runt Jalacinguito är det ganska tätbefolkat, med 134 invånare per kvadratkilometer. Närmaste större samhälle är Teziutlan, 14,9 km öster om Jalacinguito. I omgivningarna runt Jalacinguito växer huvudsakligen savannskog.